# Quint Pompeu Macula
Quint Pompeu Macula (en llatí Quintus Pompeius Macula) va ser un cavaller romà amic de Ciceró.
Va destacar per ser un dels dos amants més coneguts de Fausta Cornèlia, la filla del dictador Sul·la. L'altre amant es deia Fulvi Ful·ló. El germà de Fausta, Faust Corneli Sul·la, feia un joc de paraules amb els noms d'aquests amants: "Em pregunto cóm la meva germana pot tenir una taca (Macula) si té un Ful·ló (bataner)"
El cognomen Macula probablement derivava d'un defecte físic a la pell.